# Daniel Bron-Sundbom
Danne Bron-Sundbom, ursprungligen Daniel Sundbom, född 18 januari 1978 i Huddinge församling, är en vänsterfattad fd svensk innebandyspelare (back, center, forward) och nuvarande innebandytränare. 
Hans moderklubb är FBI Tullinge.
Bron-Sundbom gjorde totalt 4 st U-19-landskamper (5 poäng - 2 mål och 3 assist) och vann två SM-guld för är Stockholms distriktslag (P15 1993 och P17 1995) för spelare födda 1978.
Bron-Sundbom har under sin spelarkarriär representerat följande föreningar:
FBI Tullinge, (div1) Hammarby IF (div 3), Fornudden IB (SSL), Basel Magic, (Schweiziska högstaligan) Högdalens AIS (SSL), Råsunda IS (SSL), Balrog IK (SSL), IBK Haninge (SSL), SSK Future (Tjeckiska högstaligan), Täby FC (div1), Caperiotäby FC (SSL), Hammarbyhöjdens IBK (div2), Tumba GOIF (div1) och Älvsjö AIK (div1)
På meritlistan finns 2 st SM-silver (Caperiotäby), 2 st SM-brons (Fornudden och Caperiotäby).
Totalt gjorde Bron-Sundbom 314 matcher i den svenska Superligan (SSL). 
Han svarade för 327 poäng (196 mål och 131 assists) samt 223 utvisningsminuter.
Säsongen 07/08 gjorde Bron-Sundbom 60 poäng i SSL:s grundserie.
Säsongen 06/07 utsågs Bron-Sundbom till årets spelare i Stockholms innebandydistrikt. Samma säsong var han rankad som en av världens bästa innebandyspelare (plats 33).
Under sju framgångsrika säsonger var han lagkapten i Caperiotäby FC.
15 st A-landskamper (16 poäng - 9 mål och 7 assist). 
Säsongen 08/09 blev Bron-Sundbom Sveriges äldsta debutant i herrlandslaget med sina 31 år, han nominerades som en av kandidaterna till årets spelare och kom trea i SSL:s poängliga.
Som innebandyledare har Bron-Sundbom representerat följande föreningar. 
Ungdomstränare: 
FBI Tullinge , IK Frej, Mariebergs IK, Banerportens IF, Djurgårdens IF samt head coach för Stockholms distriktslag:
3 st SM-medaljer för Stockholm distriktslag.
2010 P15 (Spelare födda 1994) Guld
2012 P17 (Spelare födda 1994/95) Guld
2024 P16 (Spelare födda 2008) Brons
Herrtränare:
Caperiotäby FC (SSL) 2012.
Balrog IK (allsvenskan) 2012/13-2013/14.
Älvsjö AIK (div1-allsvenskan) 2017-2023.
IBF Offensiv Lidingö (division 3) 2024-25
Bron-Sundbom har även varit spelande assisterande tränare i Caperiotäby säsongen 2007/08 och tillförordnad sportchef i Tumba GOIF säsongen 2016/17
Säsongen 2019/20 utsågs Bron-Sundbom till årets tränare i Stockholmsettan.
Säsongen 2021/22 tog han som chefstränare tillsammans med Magnus Fahlman och Göran Öberg Älvsjö AIK tillbaka till allsvenskan efter tio års frånvaro. Trion utsågs också till årets ledarstab i stockholmsettan samma säsong.
Säsongen 2022/23 utsågs Älvsjös ledarstab till årets bästa ledarstab i Stockholm av övriga ledare i den allsvenska serien när Älvsjö AIK blev Stockholms tredje bästa herrlag efter AIK (SSL) och Bele/Barkarby.
Sedan 2024 innehar Bron-Sundbom uppdraget som distriktslagsledare för Team Stockholm pojkar 16 tillsammans med Max Bruce samt återfinns i Offensiv Lidingös organisation som huvudtränare för herrlaget.
Bron-Sundbom har även under åren arbetat som innebandyexpert åt Sveriges Radio, SVT och TV4 sport samt varit krönikör åt innebandymagazinet.